# Wuqiu
Wuqiu, även känd som Ockseu eller Wuciou, är en ögrupp i Taiwansundet utanför Fujians kust som kontrolleras av Taiwan (Republiken Kina).
Ögruppen, som tidigare tillhört Putians prefektur, förblev under nationalistisk kontroll sedan nationalisterna förlorat det kinesiska inbördeskriget 1949 och flyttat sin regering till Taiwan. Ögruppen består av två huvudöar och administreras som en del av Kinmens härad, trots att öarna bara har direkt färjeförbindelse med hamnen i Taichung på Taiwan.
Folkrepubliken Kinas regering gör fortfarande formellt anspråk på öarna, som man hävdar alltjämt lyder under stadsdistriktet Xiuyu i Putian.

## Källa
1. ↑  GeoHive Taiwan Arkiverad 17 december 2013 hämtat från the Wayback Machine.
2. ↑  Rongxing Guo, Regional China: A Business and Economic Handbook (Palgrave Macmillan, 2013), s. 44.